# 319-я пехотная дивизия (вермахт)
319-я пехотная дивизия (нем. 319. Infanterie-Division) — тактическое соединение сухопутных войск вооружённых сил нацистской Германии периода Второй мировой войны. Участвовала в оккупации Нормандских островов в ходе Второй мировой войны.

## История
Дивизия была сформирована в ноябре 1940 года, уже после капитуляции Франции. Первоначально размещалась в немецком городе Гера. Была набрана из добровольцев из 87-й, 169-й и 299-й пехотных дивизий. Позднее для подавления остатков сопротивления войск союзников во Франции была переправлена на Нормандские острова, где разгромила несколько дивизий канадских добровольцев. 30 апреля 1941 официально стала гарнизонной дивизией на острове Джерси после отхода 216-й дивизии. Оставалась на острове до конца войны.

## Командующие
| Время командования                | Звание            | Имя                      |
| --------------------------------- | ----------------- | ------------------------ |
| 19 ноября 1940 — 1 сентября 1943  | Генерал-лейтенант | Эрих Мюллер              |
| 1 сентября 1943 — 27 февраля 1945 | Генерал-лейтенант | Рудольф Граф фон Шметтов |
| 27 февраля 1945 — 9 мая 1945      | Генерал-майор     | Рудольф Вульф            |

## Структура
- 582-й пехотный полк
- 583-й пехотный полк
- 584-й пехотный полк
- 319-й артиллерийский полк
- 319-й сапёрный батальон
- 319-й противотанковый артиллерийский дивизион
- 319-й отряд связистов
- 319-й отряд резервистов